# Langenapel
Langenapel is een plaats en voormalige gemeente in de Duitse deelstaat Saksen-Anhalt, en maakt deel uit van de Landkreis Altmarkkreis Salzwedel.
Langenapel telde eind 2023 231 inwoners en ligt 12 kilometer ten zuidwesten van de stad Salzwedel.  Het is zowel een Ortschaft als een Ortsteil van de gemeente Salzwedel. 
Het dorp heette kort na de stichting ervan, in de middeleeuwen,  Langenappeldorn.  

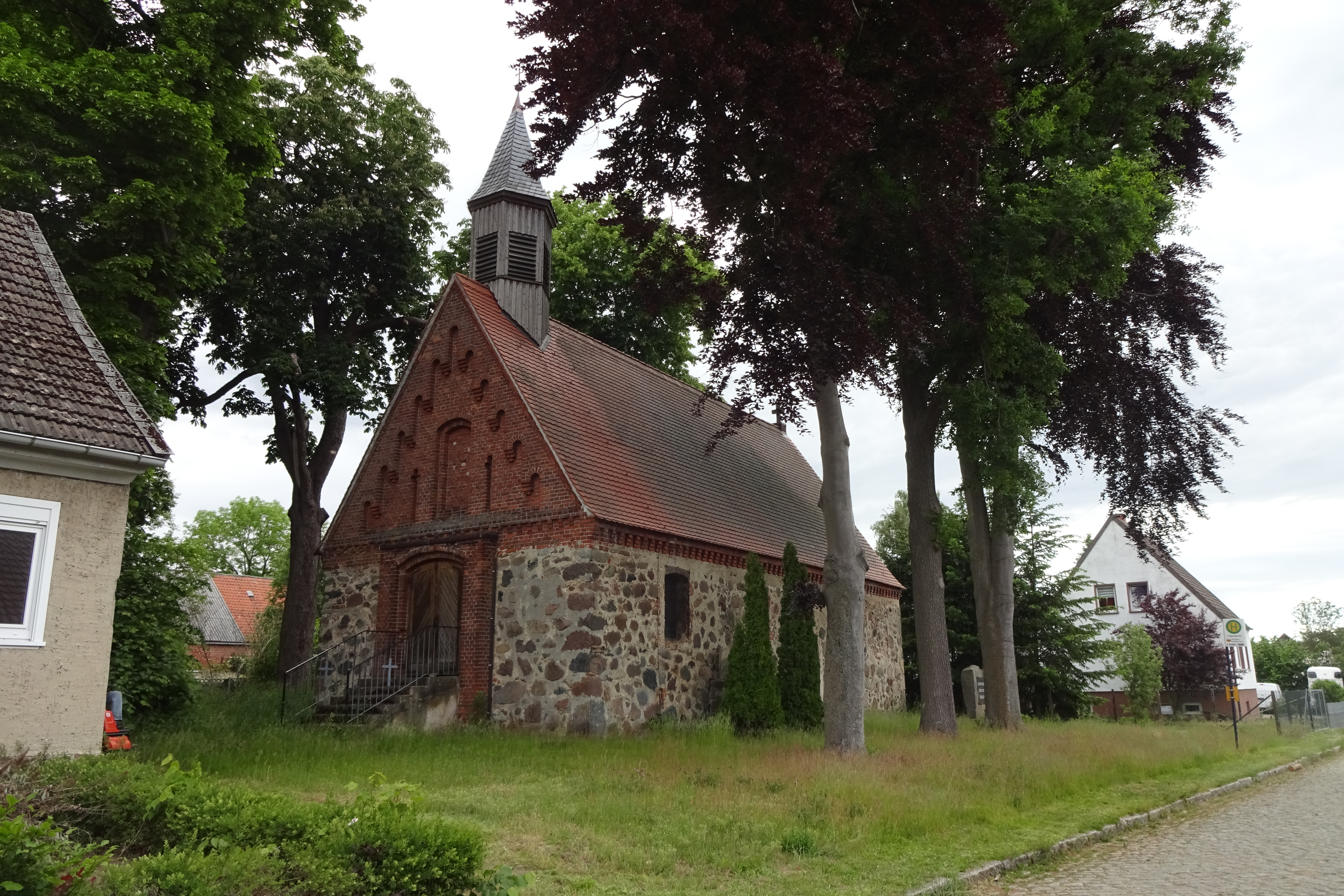
14e-eeuws dorpskerkje te Langenapel

In het dorp staat een kleine fabriek, die vogelvoer produceert.